# 国府町日開
国府町日開（こくふちょうひがい）は、徳島県徳島市の町名。南井上地区に属している。郵便番号は779-3117。

## 地理
徳島市の北西部に位置。東は国府町井戸、南は国府町府中と接する。飯尾川右岸・鮎喰川左岸に立地する標高5.0〜6.0mの平地農村。旧南井上村の中心集落。名方郡条理地割が残存。「和名抄」井上郷の地といわれ、円楽寺領観音荘に比定される。旧字中筋には鎌田氏の居城である日開塁があった。
飯尾川の旧河道である東大堀川が中央部を、西大堀川が西部を北流し、低地部の排水路として飯尾川に国府町西高輪で流入。徳島県道206号西黒田中村線で国道192号と接続する。

### 河川
- 西大堀川
- 東大堀川

## 歴史
1967年（昭和42年）に名東郡国府町が徳島市に編入し、現在の町名となった。

## 世帯数と人口
2022年（令和4年）9月1日現在の世帯数と人口は以下の通りである。
| 町丁         | 世帯数    | 人口    |
| ------------ | --------- | ------- |
| 国府町川原田 | 1,328世帯 | 3,316人 |

## 小・中学校の学区
市立小・中学校に通う場合、学区は以下の通りとなる。
| 番地 | 小学校               | 中学校             |
| ---- | -------------------- | ------------------ |
| 全域 | 徳島市立南井上小学校 | 徳島市立国府中学校 |

## 交通

### 道路
都道府県道
- 徳島県道206号西黒田中村線
- 徳島県道232号平島国府線

### 路線バス
徳島バス
- 日開東
- 日開
- 日開西

## 施設
- 徳島市南井上小学校
- ふじや
- 国府町CATV